# 大学全球合作网络
大学全球合作网络（University Global Partnership Network，UGPN）是由四所拥有领先研究中心的大学组成的联盟。 世界大学合作网络的目标是实现和实现世界级的可持续性研究，同时通过成员之间大学间的研究合作和教育合作，实现教育和知识的共享。

## 联盟成员
| 国家 | 学校               | 原名                            | 校址             | 创办时间 |
| ---- | ------------------ | ------------------------------- | ---------------- | -------- |
|      | 伍伦贡大学         | University of Wollongong        | 新南威尔士州     | 1951     |
| 巴西 | 圣保罗大学         | São Paulo State University      | 巴西圣保罗州     | 1934     |
| 英国 | 萨里大学           | University of Surrey            | 英国萨里郡       | 1891     |
| 美国 | 北卡罗来纳州立大学 | North Carolina State University | 美国北卡罗来纳州 | 1887     |

## 研究项目
- 电子诊所协作数据计划是伍伦贡大学和北卡罗来纳州立大学电子诊所之间的国际合作研究、服务和教育试点项目，位于卧龙岗大学创新校区。该项目涉及两项主要活动：首先，对现有数据进行审查和编目，以最终开发一种对电子诊所都有利的研究数据和方案报告方法。其次，这两个项目将分享有关研究生和本科生创业的教学和参与策略[2]。

- 关于心血管危险因素的影响及其与睡眠的相互作用研究项目的目的是发展一个合作研究小组，调查心血管疾病危险因素及其与大脑结构测量和认知的关系，以及可改变的生活方式因素（特别是睡眠和身体活动）的影响[3]。

## 目前发展
2019年4月1日至3日，来自萨里大学、圣保罗大学和卧龙岗大学的学术和专业服务人员前往美国，参加由北卡罗来纳州立大学主办的大学全球伙伴关系网络年会。。
2021年，UGPN支持研究合作基金（RCF），以促进国际研究合作，使工作人员能够在共同感兴趣的领域开展合作。目前该基金已支持了72个双边、三边和四边研究项目，促进了环境空气质量、可持续性、法医科学、健康与福祉、量子材料和创业等优先领域的合作。。